# Polinomis de Bernoulli
En matemàtiques, els  polinomis de Bernoulli  {\displaystyle b_{n}(x)} es defineixen mitjançant la funció generatriu:
{\displaystyle {\frac {te^{xt}}{e^{t}-1}}=\sum _{n=0}^{\infty }B_{n}(x){\frac {t^{n}}{n!}}}
Apareixen en l'estudi de nombroses funcions especials, en particular de l'funció zeta de Riemann i de la funció zeta de Hurwitz. Els nombres de Bernoulli {\displaystyle b_{n}} són els termes independents dels polinomis corresponents, {\displaystyle b_{n}=B_{n}(0)}.
La identitat {\displaystyle B_{k+1}(x+1)-B_{k+1}(x)=(k+1)x^{k}\,} ens permet donar una forma tancada de la suma
{\displaystyle \sum _{i=1}^{n}{i^{k}}=1^{k}+2^{k}+\cdots +n^{k}={\frac {B_{k+1}(n+1)-B_{k+1}(0)}{k+1}}}

## Expressió explícita de polinomis de grau baix
{\displaystyle B_{0}(x)=1\,}
{\displaystyle B_{1}(x)=x-1/2\,}
{\displaystyle B_{2}(x)=x^{2}-x+1/6\,}
{\displaystyle B_{3}(x)=x^{3}-{\frac {3}{2}}x^{2}+{\frac {1}{2}}x\,}
{\displaystyle B_{4}(x)=x^{4}-2x^{3}+x^{2}-{\frac {1}{30}}\,}
{\displaystyle B_{5}(x)=x^{5}-{\frac {5}{2}}x^{4}+{\frac {5}{3}}x^{3}-{\frac {1}{6}}x\,}
{\displaystyle B_{6}(x)=x^{6}-3x^{5}+{\frac {5}{2}}x^{4}-{\frac {1}{2}}x^{2}+{\frac {1}{42}}\,}.